# 結婚の寓意
『結婚の寓意』（けっこんのぐうい、伊: Allegoria coniugale, 仏: Allégorie conjugale, 英: Allegory of Marriage）あるいは『別離の寓意』（べつりのぐうい、仏: Allégorie de la séparation, 英: Allegory of Separation）は、イタリアのルネサンス期のヴェネツィア派の巨匠ティツィアーノ・ヴェチェッリオが1530年から1535年ごろに制作した絵画である。油彩。主題についてはよくわかっていない。かつては『アルフォンソ・ダヴァロスの寓意』（仏: Allégorie d'Alphonse d'Avalos, 英: Allegory of Alfonso d'Avalos）とも呼ばれていたが、今日の見解は否定的である。現在はパリのルーヴル美術館に所蔵されている。またロイヤル・コレクションに所蔵されている2点を含む、ティツィアーノの後に制作されたかなり初期の模写がいくつか知られている。

## 作品

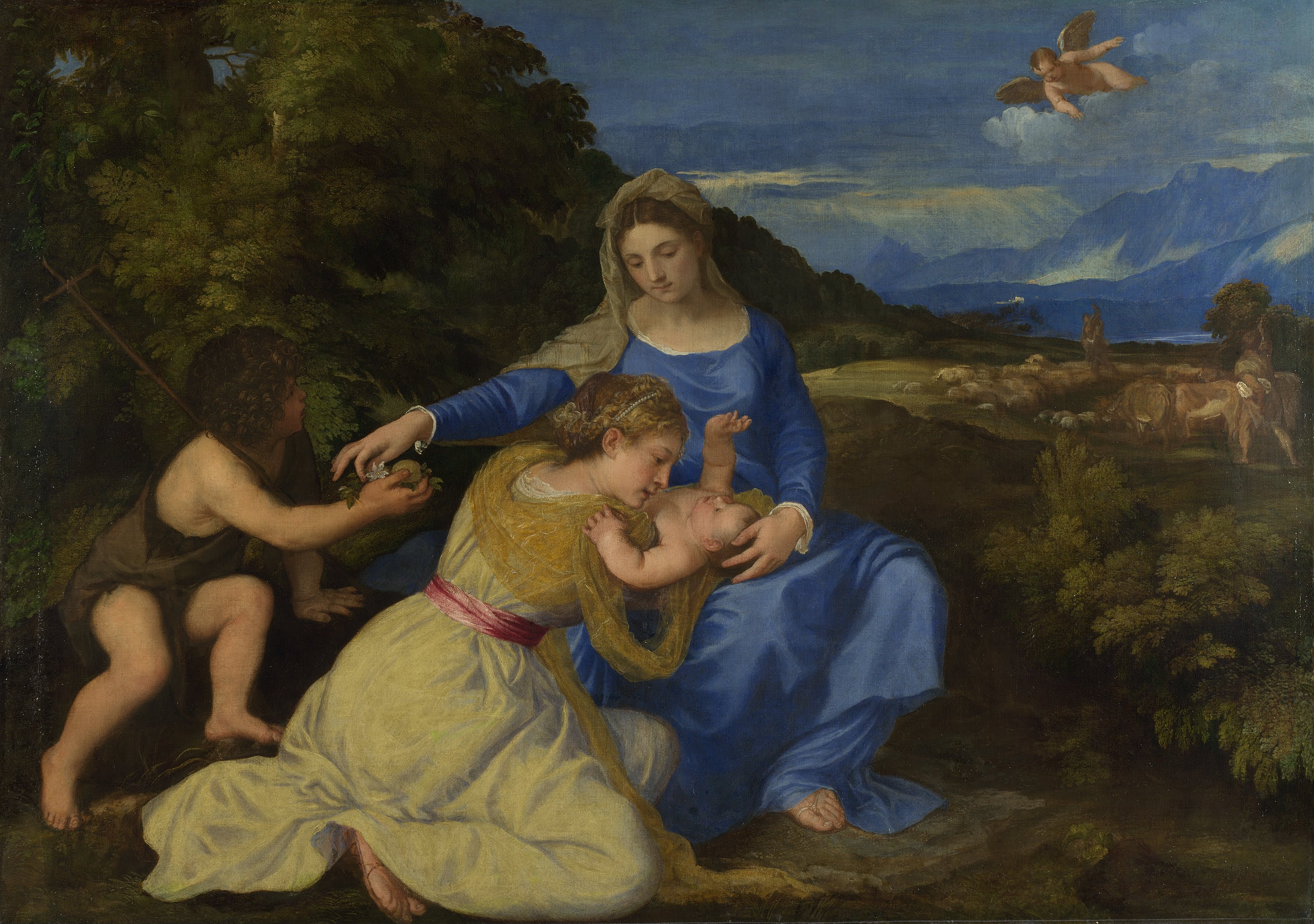
同時期の作品『アルドブランディーニの聖母』。ロンドン・ナショナル・ギャラリー所蔵。

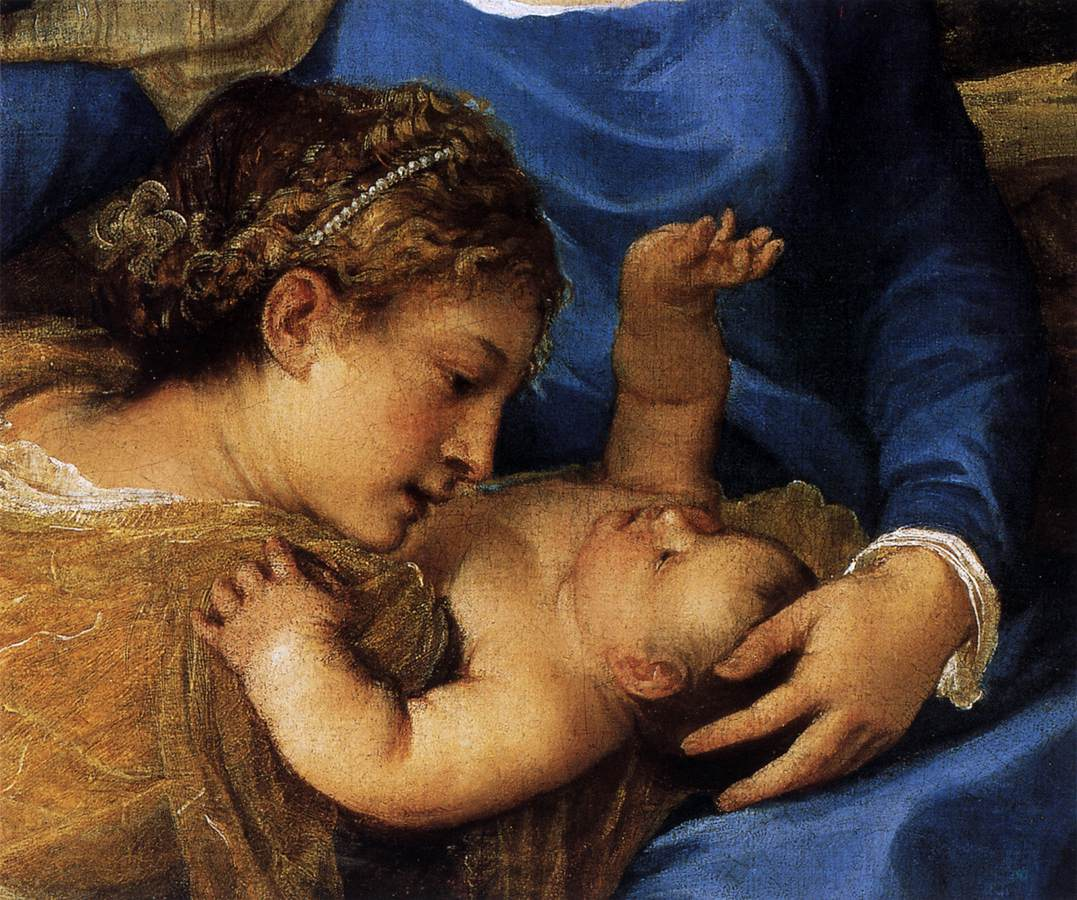
『アルドブランディーニの聖母』のディテール。

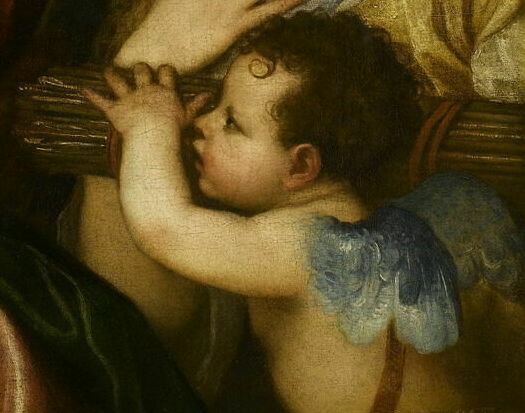
『結婚の寓意』の矢の束を抱えたキューピッド（ディテール）。

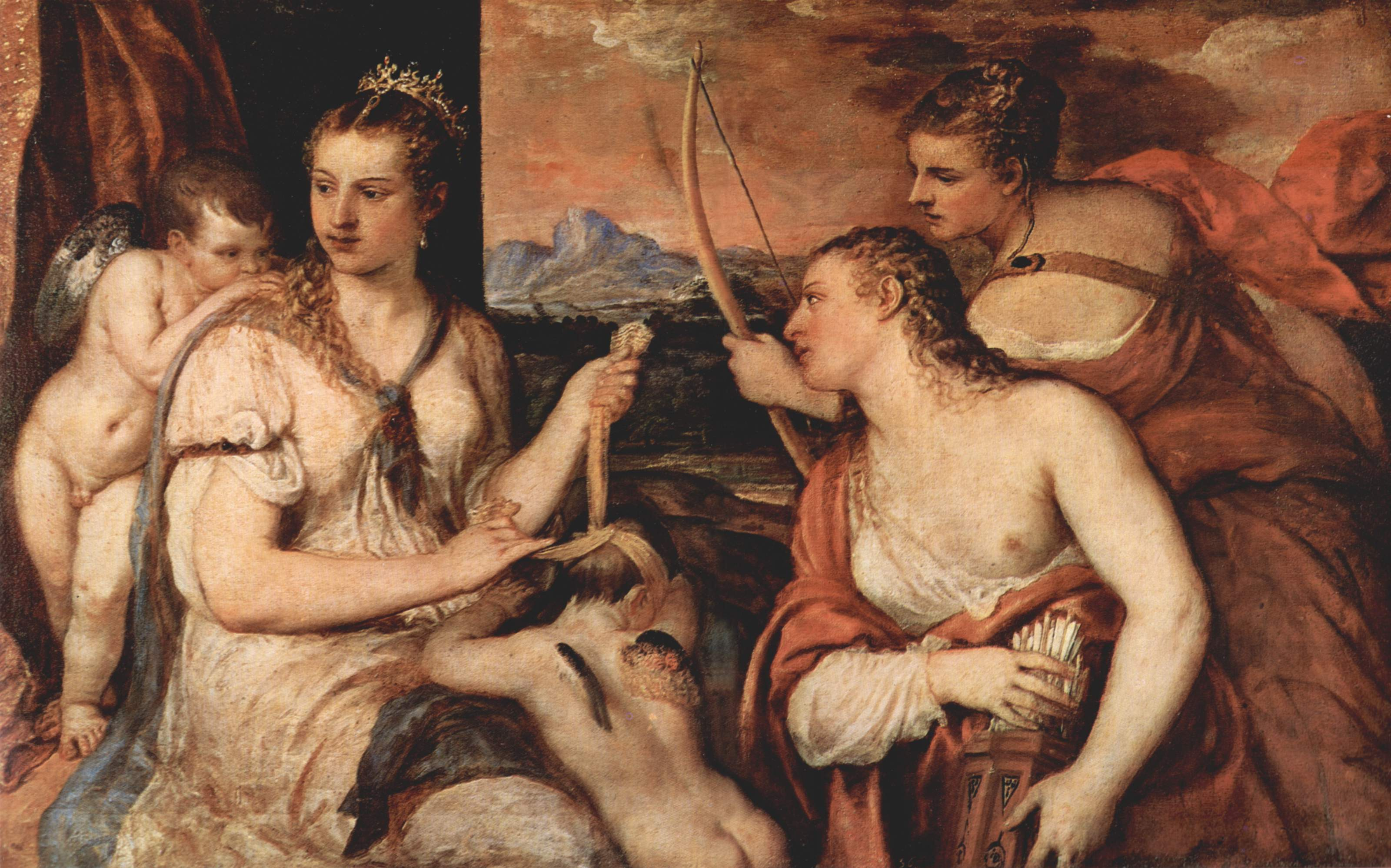
晩年の作品『キューピッドに目隠しをするヴィーナス』。ボルゲーゼ美術館所蔵。

画面左に水晶玉を持った身なりの良い女性と、黒い甲冑を身に着けた紳士が描かれている。彼ら、特に女性は、数人の子供たちと若い女性に付き添われている。赤色、緑色、黄色を組み合わせた女性の明るい色のドレスが、彼女の均整のとれた身体を包み込んでいる。この強い光の塊の傍らで、磨かれた金属製の胸当てと肩当てを身に着けた紳士の姿が暗く際立っている。彼は身体を女性の方に向けているが、顔は画面の外の鑑賞者のほうを見つめながら、彼女の胸に手を押し当てている。
彼らは画面右のいくつかの寓意的な人物像が関連づけられている。弓と矢を持った子供は愛の神を表している。髪に花輪を巻いた女性は非難するような態度で胸に手を置いている。そしてさらに画面奥には、頭上に掲げた花をいっぱいに詰めた籠を見上げている若者の頭が、かなり短縮されて描かれている。この最後の人物は豊かな半影の中に残り、頭部が真っ青な空に置かれており、一方で明るさが前景に広がりながら、水晶玉と肩当てに広い光を呼び起こしている。
ティツィアーノは後に本作品の構図を用い、『キューピッドに目隠しをするヴィーナス』（Venere che benda amore）を制作した。
伝統的な名称についていくつかの誤りはあるが、主題は依然として不明瞭である。
第2代ヴァスト侯爵アルフォンソ・ダヴァロスとその妻マリア・ダラゴーナの肖像画と考えられたほか、ティツィアーノとその愛人、フェラーラ公爵アルフォンソ1世・デステとその愛人ラウラ・ディアンティとも考えられた。
美術史家エルヴィン・パノフスキーらは、本作品は肖像画はなく、結婚の寓意と考えている。

### 分析
ゲオルグ・グロナウは、本作品の中心人物として描かれている女性像が、ロンドンのナショナル・ギャラリー所蔵の『アルドブランディーニの聖母』（La Madonna Aldobrandini）に描かれたアレクサンドリアの聖カタリナと同一人物ではないかと想像している。グロナウは同じ「丸みを帯びたフォルム」と横顔、そして同じく「真珠を数珠繋ぎにした糸を絡ませた豊かな三つ編みの金髪」に注目している。彼はまた比較対象として『毛皮を着た若い女性』（Ragazza in pelliccia）についても言及している。
この人物群はかつてヴァスト侯爵アルフォンソ・ダヴァロスがトルコ人との戦いに出発しようとしていたとき、侯爵と若い妻マリア・ダラゴーナとの別れを表すものと考えられていた。画面右の人物像はそれぞれキューピッド、勝利の女神ニケ、結婚の神ヒュメナイオスであり、彼らは悲しんでいる女性を慰めているように見える。彼女は人間のあらゆる事象の儚さを象徴する水晶玉を手に持ち、瞑想的に見つめている。しかし、グロナウの見解では、鎧を着た男の特徴はヴァスト侯爵の特徴とは一致しない。
チャールズ・リケッツは水晶玉を持った女性は賢明や思慮深さを表しており、花と花輪と矢の束を持った従者たちは鎧を着た戦士が背を向けた楽しみかもしれないと想像している。「ありふれた寓意」と彼は書いている、「水晶玉を見つめる者が物思いにふける妻であるというカヴァルカゼルとクロウによって提唱された説よりも、この「詩情」の根源にある可能性が高い」。

### 制作年代
この作品はおそらく1530年から1535年ごろに、『ウサギの聖母』（Madonna del Coniglio）あるいは『アルドブランディーニの聖母』と同時期に、『聖母の神殿奉献』（Presentazione di Maria al Tempio）からそれほど遠くない時期に制作された。

### 保存状態
リケッツによると、本作品は1910年までに「磨耗と修正、何世紀にもわたる汚れによる損傷を部分的に被るというショッキングな状態」になっていた。人気があった絵画作品にはよくあることで、リケッツの見解では2人の女性は「ひどく修正」されており、おそらくかつて胸を覆っていたと思われる追加された衣類が除去されたことが原因で、水晶玉を持っている女性の露出した胸に何らかの損傷と、いくらかの顔料の磨耗を引き起こした。

## 来歴

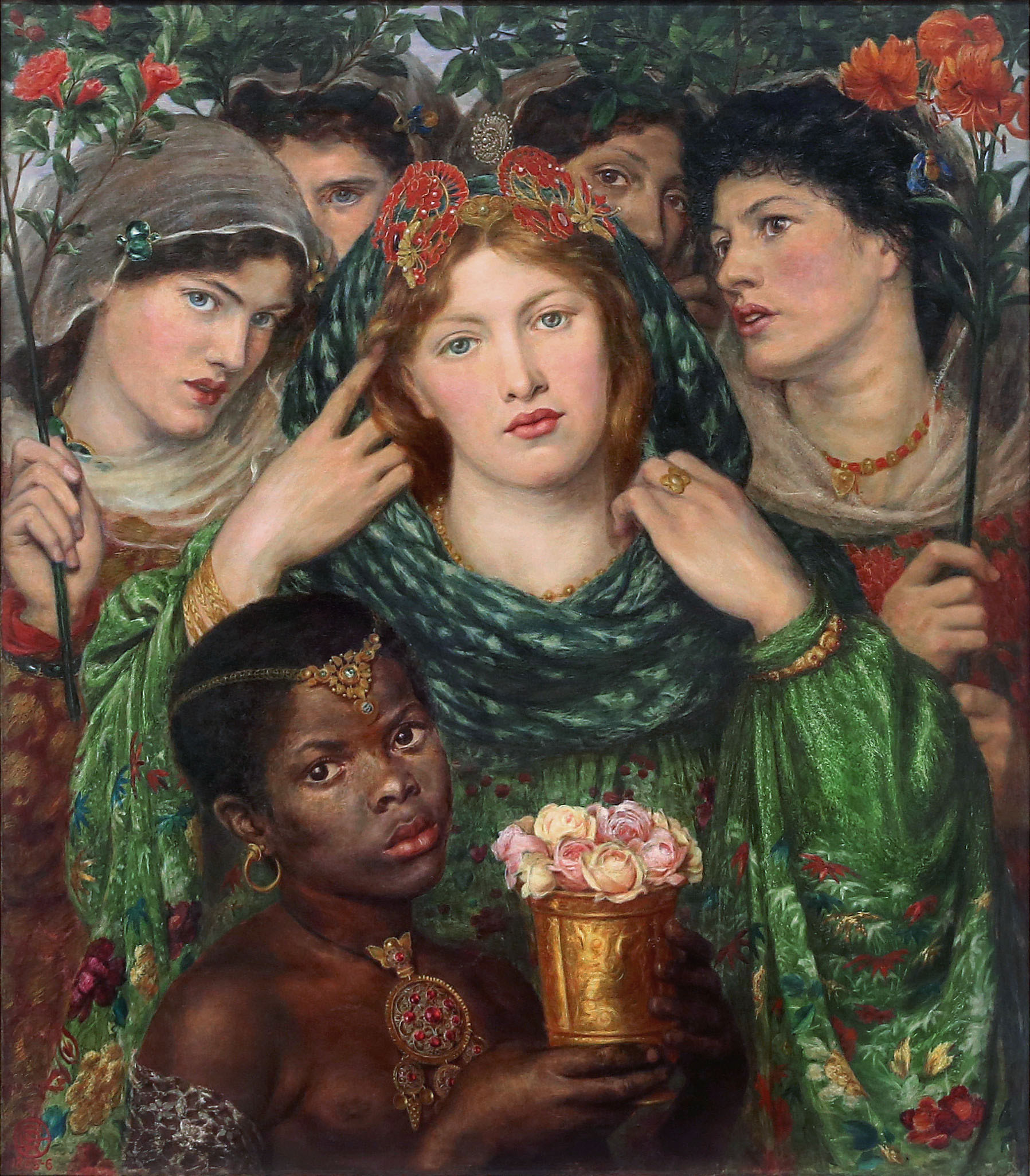
ダンテ・ゲイブリエル・ロセッティの絵画『最愛の人』。テート・ブリテン所蔵。

絵画は17世紀前半にスペイン王国にあり、イングランド国王チャールズ1世が1623年にスペインを訪問した際に公売で入手した。イギリスに渡った絵画はホワイトホールのコレクションに収蔵され、1629年にピーター・オリバーによって複製され、1639年の目録に記載された。この作品はチャールズ1世の処刑後の1650年に、ロンドンで出典を明示することなく『グアスト侯爵の家族』（The family of ye Marquess of Guasto）として売却された。その後、ロンドンのジョン・ハッチンソンとパリのエバーハルト・ジャバッハに所有された。1660年ごろにはエングレーヴィングが制作され、1661年に引用された。フランス国王ルイ14世は1662年にジャバッハから入手し、1683年の目録 (第54号) に記載された。

## 複製
現存する様々な複製は、細部は異なるが、本作品の構図が有名であったことを示している。イギリスのロイヤル・コレクションの初期の2点の模写は、スペイン国王に雇われていた模写家マイケル・クロスがティツィアーノに基づいて直接チャールズ1世のために制作したものである可能性がある。

## 影響
現在テート・ブリテンに所蔵されているラファエル前派の画家ダンテ・ゲイブリエル・ロセッティの1865年から1866年の絵画『最愛の人』（The Beloved）の全体的な構図はティツィアーノに影響を受けている。ロセッティは同様の円形に配置された6人の人物のグループが描かれている。

## ギャラリー

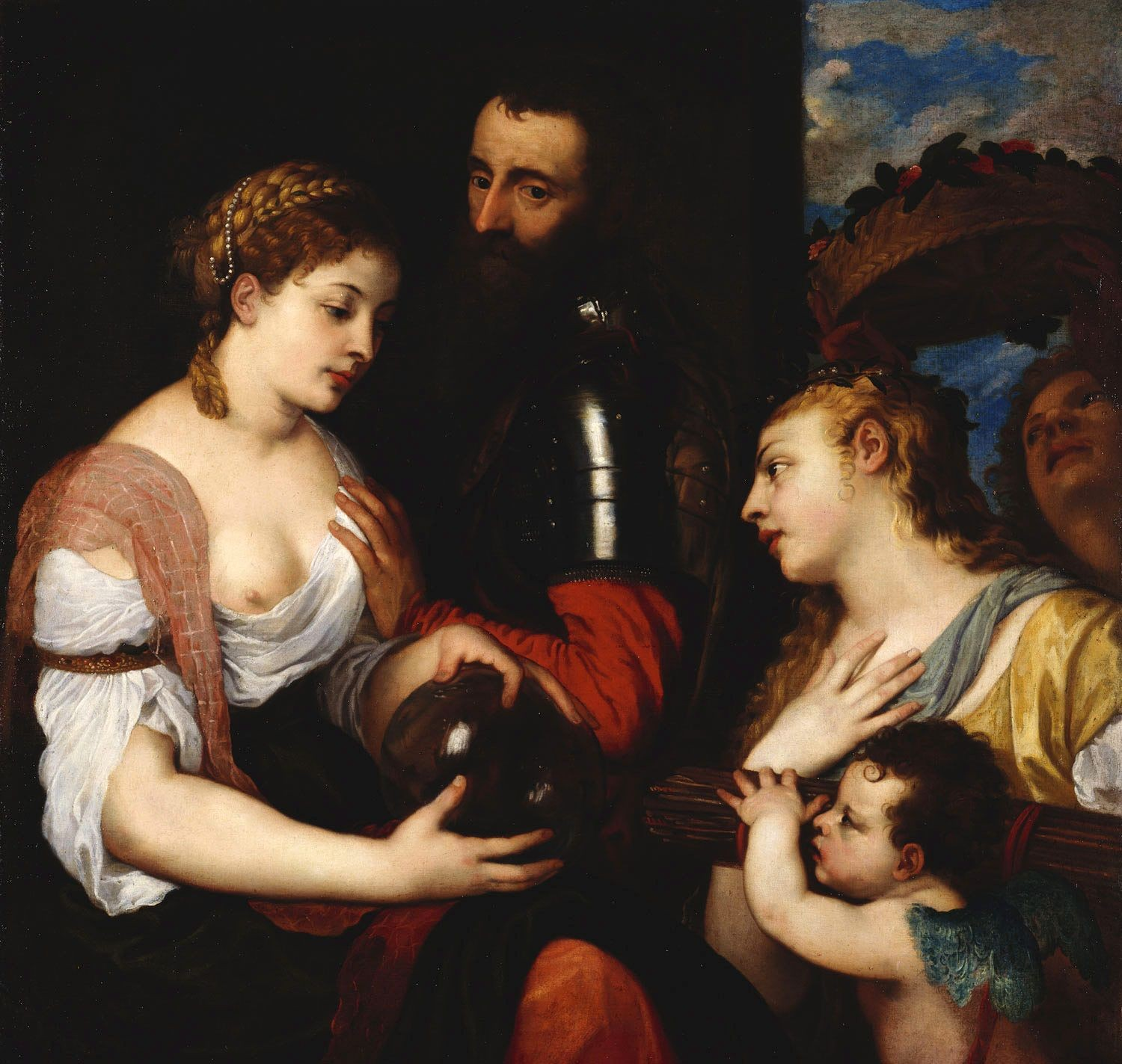
ティツィアーノ後『アルフォンソ・ダヴァロスの寓意』 1610年–1690年ごろ ロイヤル・コレクション所蔵
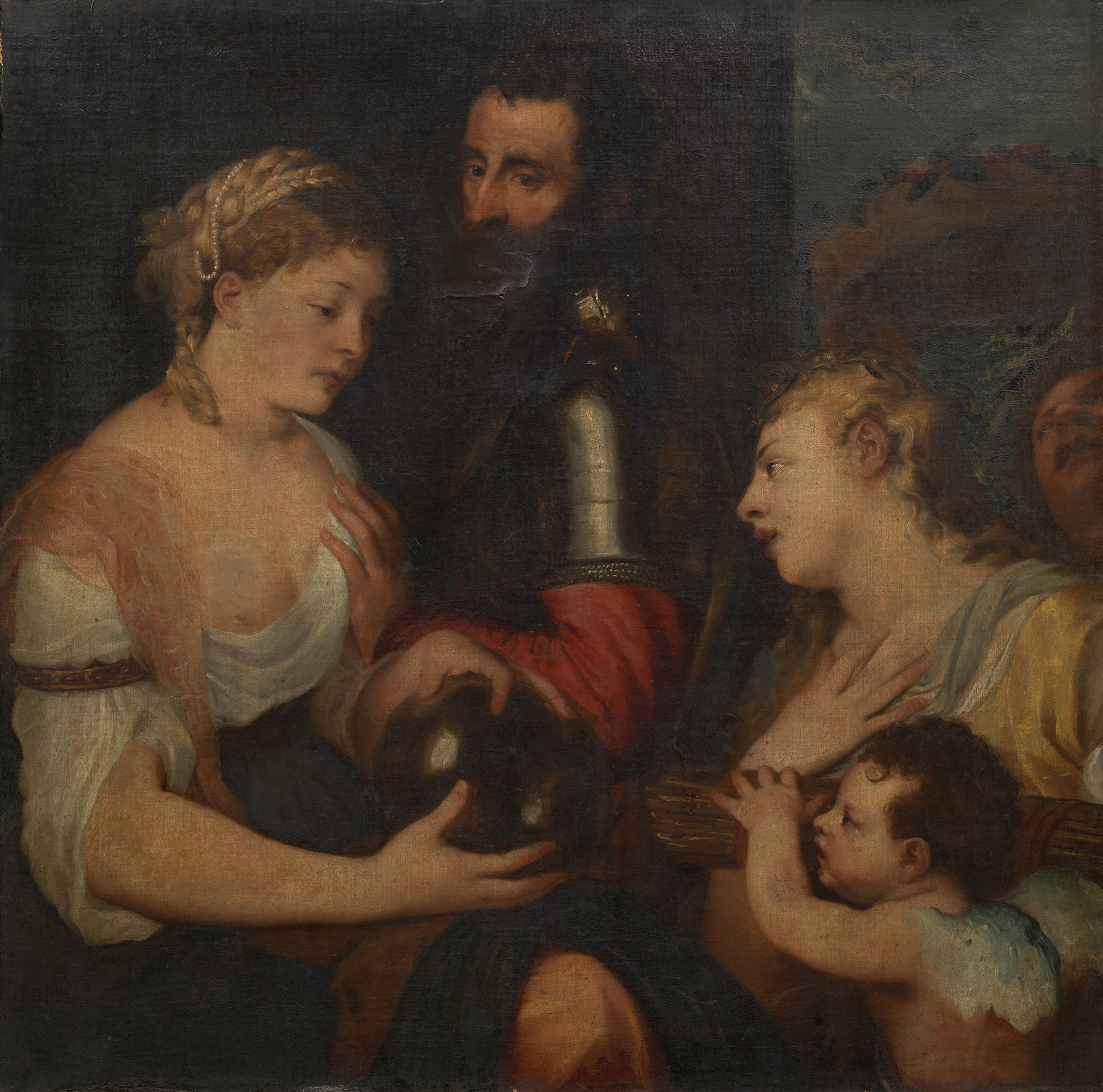
ティツィアーノ後『アルフォンソ・ダヴァロスの寓意』 1625年–1649年 ロイヤル・コレクション所蔵
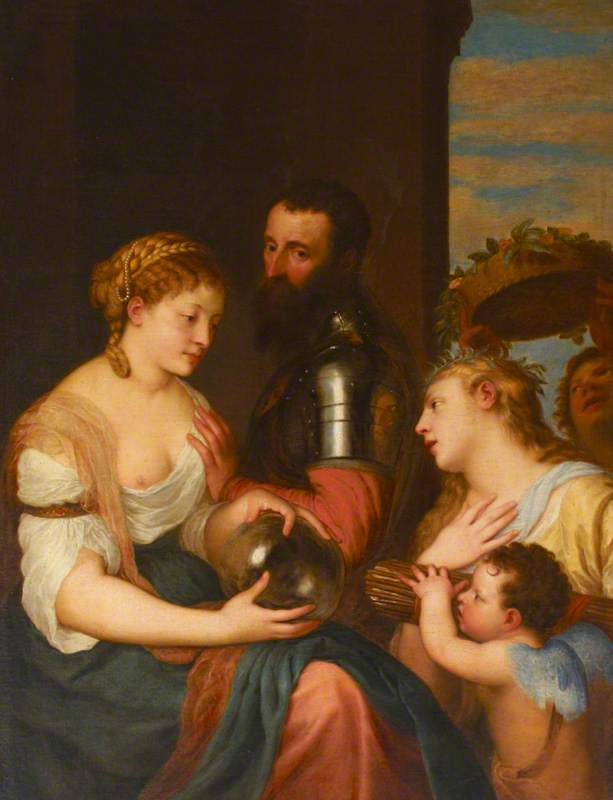
ティツィアーノ後『結婚の寓意』 17世紀 ナショナル・トラスト所蔵
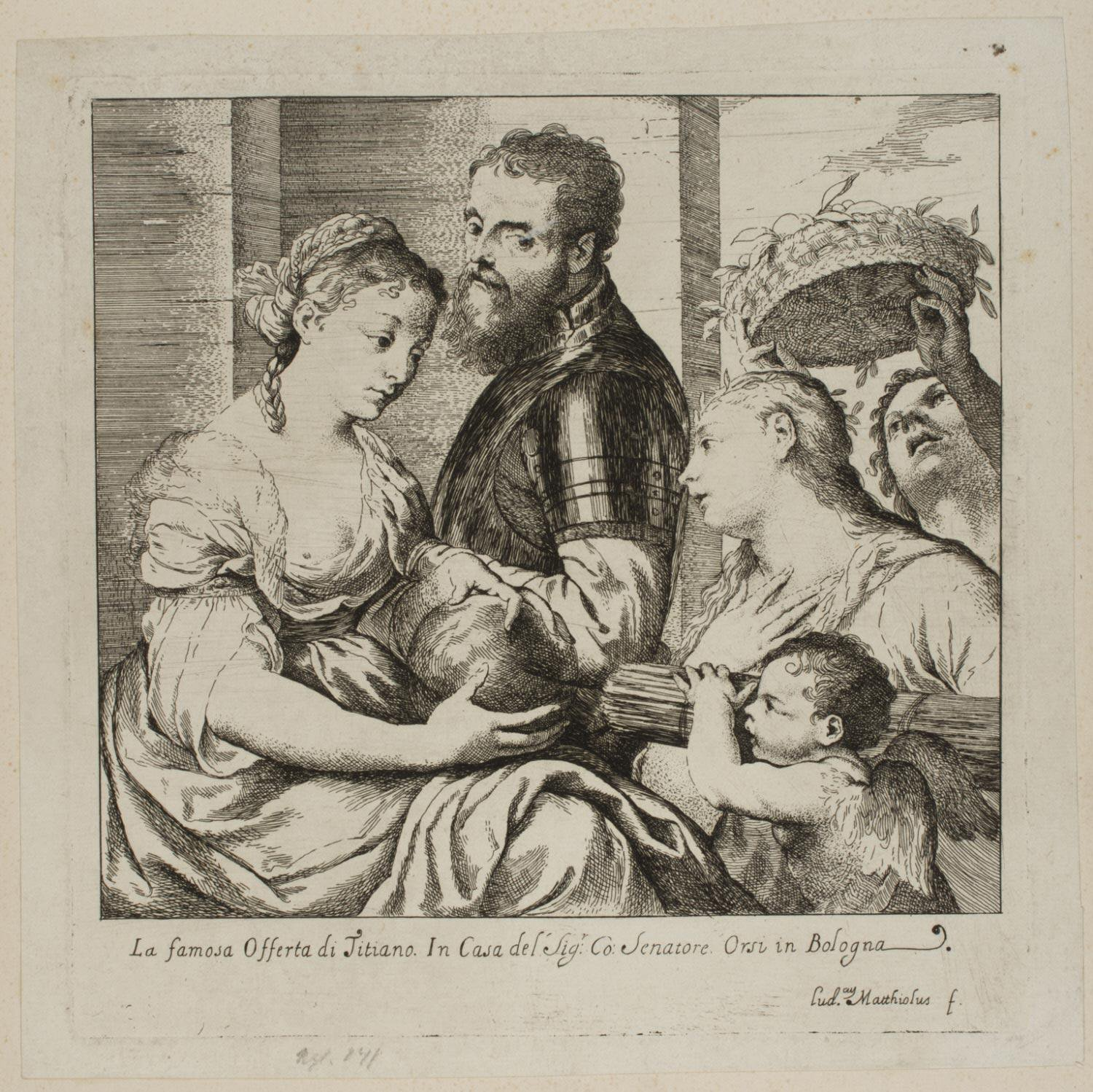
ルドヴィコ・マッティオリ（英語版）『アルフォンソ・ダヴァロスの寓意』 1700年ごろ
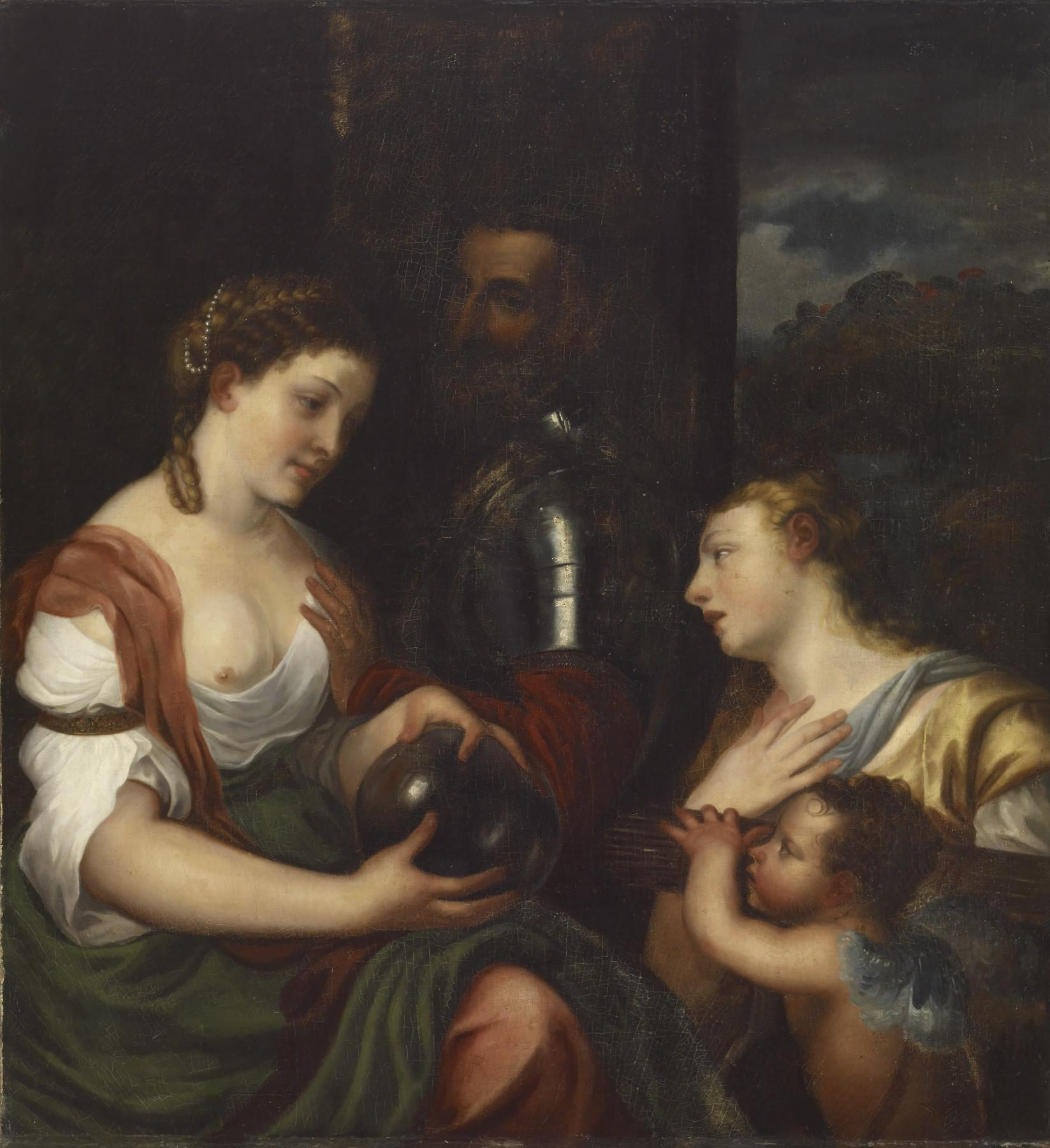
アルフレッド・ジェイコブ・ミラー『アルフォンソ・ダヴァロスの寓意』 1833年
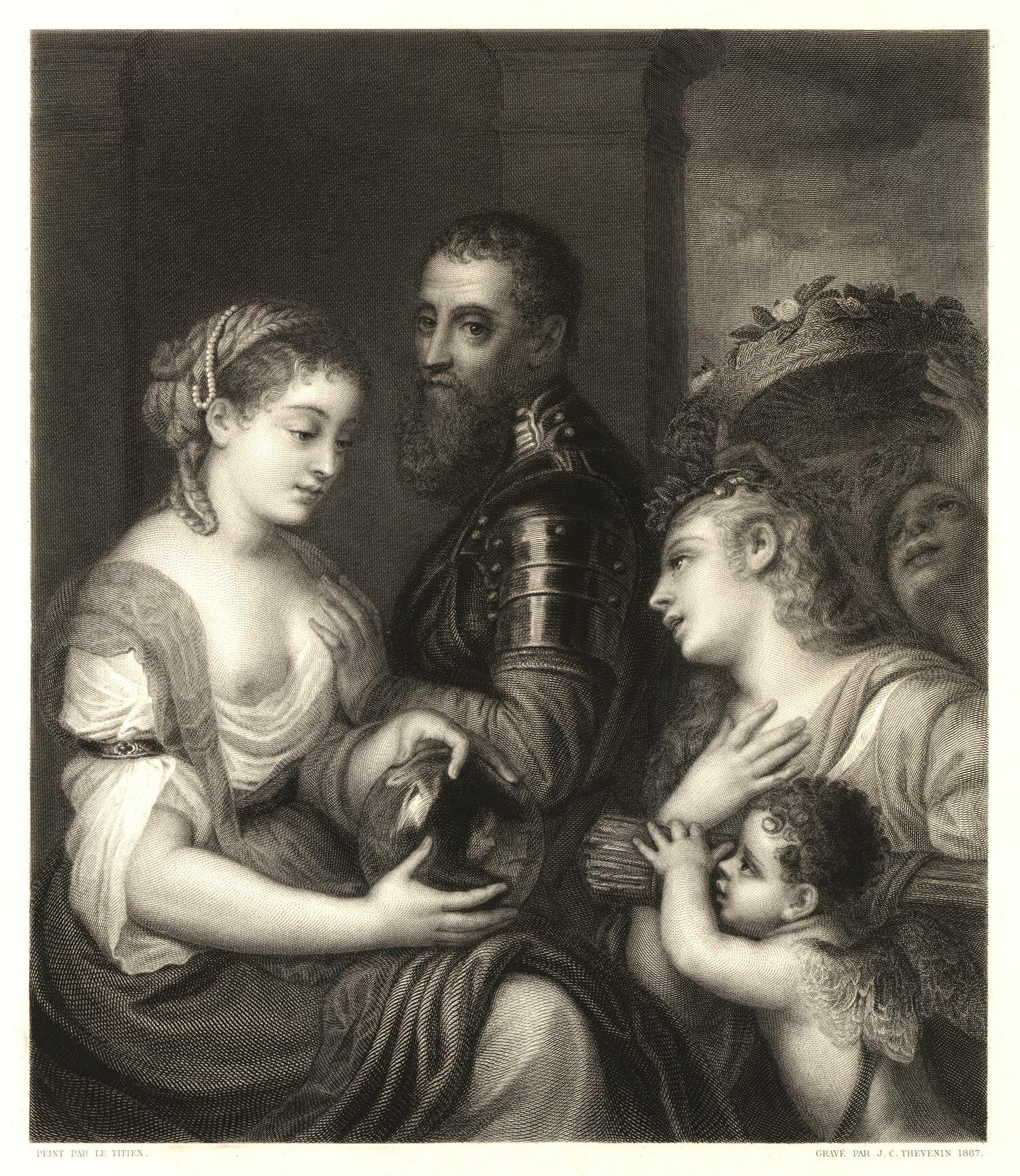
ティツィアーノ後『ヴァスト侯爵アルフォンソ・ダヴァロスの寓意』 1867年
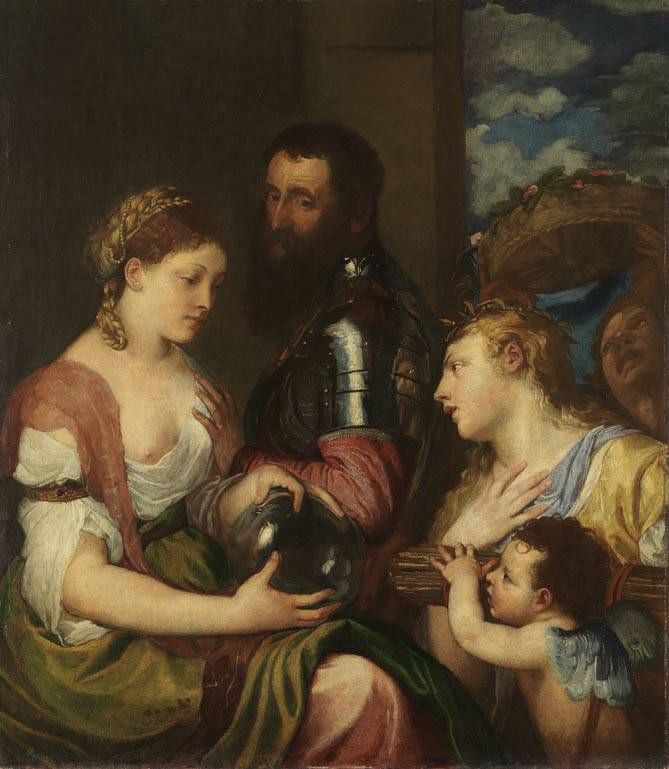
エルンスト・フリードリヒ・フォン・リハルト（英語版）『ヴァスト侯爵アルフォンソ・ダヴァロスの寓意』 1877年